# Bill Fitch
Bill Fitch, właśc. William Charles Fitch (ur. 19 maja 1932 w Davenport, zm. 2 lutego 2022 w Conroe) – amerykański trener koszykarski w ligach National Collegiate Athletic Association (NCAA) i National Basketball Association (NBA). Zdobywca mistrzostwa NBA z Boston Celtics z 1981 roku.

## Osiągnięcia
Drużynowe
- Mistrz NBA (1981)
- Finalista NBA (1986)

Indywidualne
- Trener roku NBA (1976, 1980)[5]
- Zaliczony do:
  - Galerii Sław Koszykówki im. Jamesa Naismitha (2019)[6]
  - 10. najlepszych trenerów w historii NBA z okazji 50-lecia ligi (1996)
- Trener drużyny Wschodu, podczas meczu gwiazd NBA (1982)